# Niraparib
Le niraparib (commercialisé sous le nom Zejula) est un anticancéreux de la classe des inhibiteurs de PARP (Poly(ADP-ribose) polymérase) utilisé dans le traitement du cancer de l'ovaire, des trompes de Fallope ou péritonéal primitif, récidivant et sensible au platine et qui sont en réponse (réponse complète ou réponse partielle) à une chimiothérapie à base de platine.

## Pharmacologie
Le niraparib est un inhibiteur de la PARP actif par voie orale en une prise quotidienne en prescription continue.
Il est indiqué, en monothérapie :
- pour le traitement d’entretien des cancers épithéliaux avancés (stades FIGO III et IV) de haut grade de l’ovaire, des trompes de Fallope ou péritonéal primitif qui sont en réponse (réponse complète ou partielle) à une première ligne de chimiothérapie à base de platine,

- pour le traitement d’entretien des cancers épithéliaux séreux de haut grade de l’ovaire, des trompes de Fallope ou péritonéal primitif, sensible au platine et récidivant, qui sont en réponse (réponse complète ou partielle) à une chimiothérapie à base de platine[3].

## Efficacité
Un bénéfice clinique de ce médicament est observé chez des patientes porteuses de mutations des gènes BRCA1 ou BRCA2 et souffrant d'un cancer du sein ou de l'ovaire.
Un bénéfice clinique a été observé également en deuxième ligne, chez les patientes porteuses d'un cancer de l'ovaire sensible aux sels de platine, quel que soit leur statut mutationnel BRCA. Ces mêmes résultats sont obtenus lorsqu'il est utilisé en première ligne (étude PRIMA).
Les effets indésirables les plus fréquents sont des nausées, une thrombocytopénie (29 %), une anémie (25 %), une neutropénie (20 %) et une hypertension artérielle (9 %). 